# Puerto Velasco Ibarra
Puerto Velasco Ibarra est l'unique localité de l'île Floreana, dans l'archipel des Galápagos.
Elle doit son nom à José María Velasco Ibarra, un homme politique équatorien qui fut cinq fois président de l'Équateur.